# Blang Jrat
Blang Jrat is een bestuurslaag in het regentschap Aceh Utara van de provincie Atjeh, Indonesië. Blang Jrat telt 508 inwoners (volkstelling 2010).